# Батавско клане
Батавското клане (на нидерландски: Chinezenmoord; на индонезийски: Geger Pacinan) е погром срещу китайските жители на Батавия, извършен от местни жители от други етнически групи със съдействието на армията на нидерландската колония Нидерландска Индия.
Насилието в града продължава от 9 до 22 октомври 1740 година с по-ограничени сблъсъци в околностите и през следващия месец. Броят на избитите китайци се оценява на поне 10 хиляди души, като се смята, че оцеляват между 600 и 3 хиляди души.
През септември 1740 година репресиите на властите и намаляващите цени на захарта предизвикват вълнения сред китайското население и генерал-губернаторът Адриан Валкенир обявява, че всеки бунт ще бъде потушен със сила. На 7 октомври стотици китайци, много от тях работници в захарните рафинерии, нападат нидерландски войници и убиват 50 от тях, в резултат на което армията въвежда вечерен час за китайците и конфискува оръжието им. Два дни по-късно разпространилите се слухове за убийствата, извършени от китайците, подтикват тълпи от други етнически групи да започнат да палят къщи на китайци, а армията обстрелва с оръдия китайски квартали. Насилието бързо обхваща целия град, като броят на убитите китайци расте. Въпреки че на 11 октомври Валкенир обявява амнистия за извършителите, насилията продължават и банди цивилни продължават да залавят и убиват китайци до 22 октомври, когато генерал-губернаторът въвежда по-твърди мерки за прекратяване на безредиците. Извън градските стени сблъсъците между военни и бунтуващи се работници от рафинериите продължават и през следващите седмици, докато армията атакува и превзема китайските укрепления.
През следващата година нападенията срещу китайци из цяла Ява предизвикват продължилата 2 години Яванска война, която противопоставя китайци и яванци срещу нидерландската армия. По-късно Валкенир е отзован в Нидерландия и съден за престъпления, свързани с Батавското клане.